# 手稲駅前プラザ南ビル

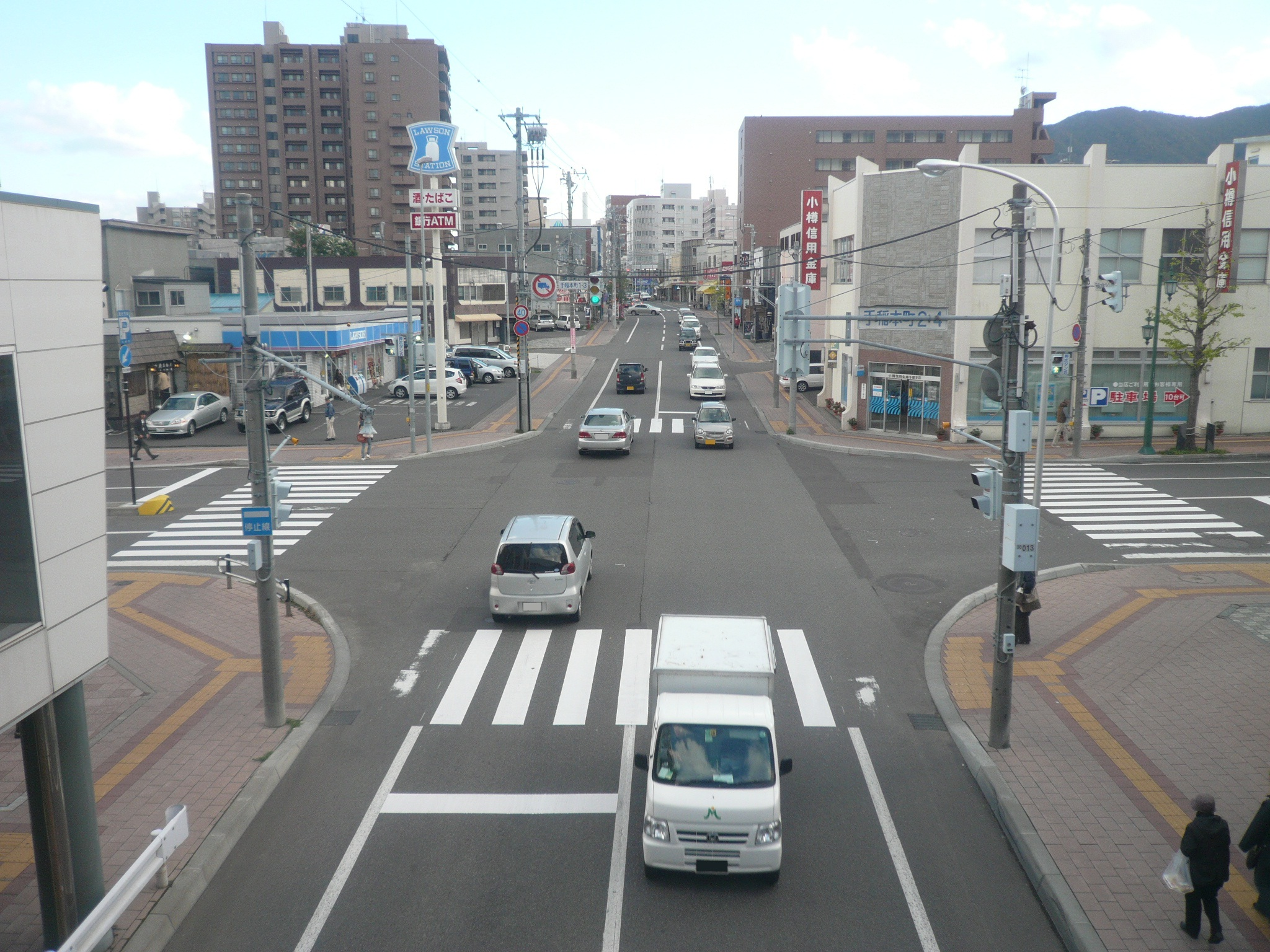
二十四軒手稲通から見た、再開発前の手稲本町1・3地区（交差点左奥）

手稲駅前プラザ南ビル（ていねえきまえプラザみなみビル）は、北海道札幌市手稲区手稲本町1条3丁目に所在する高層建築物である。

## 概要
札幌市手稲区の中心地であるJR手稲駅の南口周辺は、旧手稲町時代から栄えた地区であり、老朽化した木造建築物や青空駐車場などが存在していた。
周辺では、1995年（平成7年）から札幌市の事業により再開発（手稲本町1・4地区、手稲本町2・4地区）が進められる中、手稲駅から60mという立地の手稲本町1条3丁目地区についても、駅前にふさわしい土地の合理的かつ健全な高度利用と都市機能の更新のため、2012年（平成24年）から再開発事業「手稲本町1・3地区第一種市街地再開発事業」（総事業費18億円）が開始された。この事業により建設されたのが当ビルである。
テナントには、再開発前に当該地に所在していた商業施設や事業所に加え、医療モール「メディカルスクエア手稲」が入居しており、高層階は分譲マンションとなっている。
JR手稲駅南口駅前広場の南側に位置し、二十四軒手稲通に面している。周辺には同様に駅周辺の再開発事業で建設された手稲駅前ビル（手稲ステーションホテル）やキテネビルがある。

## 入居施設

### 主要テナント
- 1F
  - ローソン札幌手稲駅前店
  - 水車（米穀・和菓子販売）
  - 株式会社佐藤販売所本町店
  - 株式会社エンパイアー手稲駅前店
- 2F
  - ていねコミュニティカフェめりめろ

### 医療機関（メディカルスクエア手稲）
- 1F
  - なの花薬局
- 2F
  - ていね駅前泌尿器科
  - むらさき内科・循環器クリニック
- 3F
  - 手稲駅前メンタルクリニック
  - すぎはら小児科・アレルギー科
  - 手稲よこい眼科

### その他
- B1F
  - 駐輪場・トランクルーム
- 4-14F
  - クリーンリバーフィネス手稲ステーションフロント - 分譲マンション（55戸）